# Meridià 85 a l'oest
El meridià 85 a l'oest de Greenwich és una línia de longitud que s'estén des del pol Nord travessant l'oceà Àrtic, Amèrica, l'oceà Atlàntic, l'oceà Pacífic, l'oceà Antàrtic, i l'Antàrtida fins al pol Sud.
El meridià 85 a l'oest forma un cercle màxim amb el meridià 95 a l'est. Com tots els altres meridians, la seva longitud correspon a una semicircumferència terrestre, uns 20.003,932 km. Al nivell de l'Equador, és a una distància del meridià de Greenwich de 9.462 km.

## De Pol a Pol
Començant en el pol Nord i dirigint-se cap al pol Sud, aquest meridià travessa:
| Coordenades                             | País, territori o mar    | Notes |
| --------------------------------------- | ------------------------ | --- |
| 90° 0′ N, 85° 0′ O / 90.000°N,85.000°O  | Oceà Àrtic               | |
| 82° 28′ N, 85° 0′ O / 82.467°N,85.000°O | Canadà                   | Nunavut — Ellesmere i Illa d'Axel Heiberg |
| 79° 15′ N, 85° 0′ O / 79.250°N,85.000°O | Estret d'Eureka          | |
| 78° 54′ N, 85° 0′ O / 78.900°N,85.000°O | Canadà                   | Nunavut — Ellesmere, Illa Hoved i novament Ellesmere |
| 76° 17′ N, 85° 0′ O / 76.283°N,85.000°O | Estret de Jones          | |
| 75° 40′ N, 85° 0′ O / 75.667°N,85.000°O | Canadà                   | Nunavut — Illa Devon |
| 74° 38′ N, 85° 0′ O / 74.633°N,85.000°O | Estret de Parry          | |
| 73° 47′ N, 85° 0′ O / 73.783°N,85.000°O | Canadà                   | Nunavut — Illa de Baffin |
| 73° 39′ N, 85° 0′ O / 73.650°N,85.000°O | Admiralty Inlet          | |
| 73° 21′ N, 85° 0′ O / 73.350°N,85.000°O | Canadà                   | Nunavut — Illa de Baffin |
| 70° 5′ N, 85° 0′ O / 70.083°N,85.000°O  | Estret de Fury and Hecla | |
| 69° 48′ N, 85° 0′ O / 69.800°N,85.000°O | Canadà                   | Nunavut — península de Melville (terra ferma), illa White i illa Southampton |
| 63° 10′ N, 85° 0′ O / 63.167°N,85.000°O | Badia de Hudson          | |
| 55° 16′ N, 85° 0′ O / 55.267°N,85.000°O | Canadà                   | Ontario |
| 47° 36′ N, 85° 0′ O / 47.600°N,85.000°O | Llac Superior            | |
| 46° 46′ N, 85° 0′ O / 46.767°N,85.000°O | Estats Units             | Michigan |
| 46° 0′ N, 85° 0′ O / 46.000°N,85.000°O  | Llac Michigan            | |
| 45° 39′ N, 85° 0′ O / 45.650°N,85.000°O | Estats Units             | Michigan Indiana — des de 41° 45′ N, 85° 0′ O / 41.750°N,85.000°O Kentucky — des de 38° 46′ N, 85° 0′ O / 38.767°N,85.000°O Tennessee — des de 36° 37′ N, 85° 0′ O / 36.617°N,85.000°O Geòrgia — des de 35° 0′ N, 85° 0′ O / 35.000°N,85.000°O Alabama — des de 32° 31′ N, 85° 0′ O / 32.517°N,85.000°O Geòrgia — for about 3 km des de 32° 21′ N, 85° 0′ O / 32.350°N,85.000°O Alabama — des de 32° 19′ N, 85° 0′ O / 32.317°N,85.000°O Geòrgia — des de 32° 11′ N, 85° 0′ O / 32.183°N,85.000°O Florida — des de 31° 0′ N, 85° 0′ O / 31.000°N,85.000°O, continent i illa St. George |
| 29° 36′ N, 85° 0′ O / 29.600°N,85.000°O | Golf de Mèxic            | Passa a l'oest de Cuba (a 21° 52′ N, 84° 57′ O / 21.867°N,84.950°O) |
| 21° 50′ N, 85° 0′ O / 21.833°N,85.000°O | Mar Carib                | |
| 15° 59′ N, 85° 0′ O / 15.983°N,85.000°O | Hondures                 | |
| 14° 43′ N, 85° 0′ O / 14.717°N,85.000°O | Nicaragua                | Passa a través del Llac Nicaragua |
| 10° 58′ N, 85° 0′ O / 10.967°N,85.000°O | Costa Rica               | |
| 9° 44′ N, 85° 0′ O / 9.733°N,85.000°O   | Oceà Pacífic             | |
| 60° 0′ S, 85° 0′ O / 60.000°S,85.000°O  | Oceà Antàrtic            | |
| 73° 25′ S, 85° 0′ O / 73.417°S,85.000°O | Antàrtida                | Territori Antàrtic Xilè, reclamat per Xile |